# Hylaeus dorni
Hylaeus dorni är en biart som beskrevs av Dathe 1986. Hylaeus dorni ingår i släktet citronbin, och familjen korttungebin. Inga underarter finns listade i Catalogue of Life.